# Атака террористов на индийское посольство в Кабуле (2008)
Атака террористов на индийское посольство в Кабуле произошло 7 июля 2008 года, целью атаки стало посольство Индии. В результате атаки погибло 58 человек, ещё свыше 100 получили ранения различной степени тяжести. Ответственность за теракт взяла на себя радикальная суннитская группировка Талибан.

## Ход атаки
7 июля 2008 года террорист-смертник на заминированном автомобиле привёл в действие взрывное устройство находясь возле посольства Индии в Афганистане. Автомобиль террориста остановился утром возле ворот посольства в утренние часы, когда сотрудники шли на работу.
Американские спецслужбы предположили, что за нападением стоит пакистанская межведомственная разведка. Пакистан опроверг это предположение. Президент США Джордж Буш заявил премьер-министру Пакистана Юсуфу Руза Гилани, что в случае подтверждения этой информацию им будет приняты «серьезные меры». Гилани пообещал присоединится к расследованию нападению, хотя позже пакистанский представитель министерства иностранных дел Мохаммед Садик заявил, что заявление Буша не имеет под собой никаких оснований и сотрудники межведомственной разведки не участвовали в подготовке этого нападения.